# آزادی سرخ
آزادی سرخ فیلمی به کارگردانی حسین قاسمی جامی و تیه‌کنندگی ناصر شفق محصول سال ۱۳۸۲ است.

## بازیگران
- عماد علی
- سعد حمدان
- ولید سعدالدین
- حسن حمدان
- بولین حداد
- نیکولا معوض
- هشام بولس
- سینتیا کرم
- نسرین قیس